# Aue-Fallstein
Aue-Fallstein là một đô thị thuộc huyện Harz, bang Sachsen-Anhalt, Đức. Đô thị Aue-Fallstein có diện tích 118,41 km², dân số thời điểm ngày 31 tháng 12 năm 2006 là 5245 người.